# James Groves
James Albert Groves (tháng 7 năm 1883 – 1939) là một cầu thủ bóng đá người Anh thi đấu ở Football League cho Lincoln City, Middlesbrough và Sheffield United.